# Batalla por la cota 776
La batalla por la cota 776, parte de la batalla de Ulus-Kert o de Argun, durante la segunda guerra chechena, tuvo lugar en la lucha por el control de la garganta del río Argun en las tierras altas del distrito de Shatoysky, en el centro de Chechenia, entre las localidades de Ulus-Kert y Selmentausen.

Situación inicial el 27 de febrero.

A finales de febrero de 2000 el ejército ruso intentó rodear y aniquilar una gran fuerza de rebeldes, incluidos muchos muyahidines extranjeros, que se retiraba desde Grozni a Shatoy y Vedeno en las montañas del sur de Chechenia tras el asedio de 1999-2000 y el escape protagonizado por los rebeldes a inicios del mismo mes. El 29 de febrero, pocas horas después de que el ministro de Defensa ruso Igor Sergeyev hubiera asegurado que la guerra en Chechenia había terminado, una fuerza de rusos aislados de una compañía de paracaidistas de la 76.ª División Aerotransportada de la ciudad de Pskov se vio atacada por una columna en retirada de chechenos encabezados por Ibn al-Khattab, comandante de los muyahidines extranjeros. Después de intensos combates nocturnos, las posiciones rusas en la colina fueron invadidas y la mayoría de sus soldados murieron.
Muchos aspectos del combate, como el número real de combatientes, las bajas, la cantidad de apoyo de artillería y aéreo, así como la duración misma de la batalla, siguen siendo objeto de controversia.

## Combate
El objetivo del grupo de combate regimental de las Tropas Aerotransportadas Rusas (VDV) era bloquear la salida en la garganta, mientras otras fuerzas rusas intentaban cercar una gran número de combatientes chechenos que partían de la villa Ulus Kert. Dicho grupo era conformado por el 104° Regimiento Aerotransportado de Guardias de la 76.ª División e incluía equipos de Spetsnaz, GRU y el grupo élite Vympel de la FSB.
La 6.ª Compañía del 2.º Batallón del regimiento era parte de la fuerza que bloqueaba la salida. El comandante oficialmente era el Mayor Sergei Molodov; sin embargo, era dirigido personalmente por el Teniente Coronoel Mark Yevtyukhin, comandante del batallón completo. Con él se hallaba un pelotón de reconocimiento y un equipo de observación avanzado de la artillería dirigido por el Capitán Viktor Romanov.
Al amanecer del 29 de febrero, en medio de una densa niebla, los rusos fueron sorprendidos por un ataque a gran escala por parte de los chechenos, mientras por la retaguardia eran atacados por un grupo de reconocimiento de 20 combatientes rebeldes, a los cuales se sumaron muchos otros los cuales rodearon a los rusos. Después de sufrir fuertes pérdidas (incluida la muerte del Mayor Molodov) en la emboscada inicial, el resto de los rusos se retiraron a la cima del monte designado cota 776, donde apenas establecieron posiciones de defensa. Los rusos recibieron fuego de apoyo por parte de los morteros autopropulsados de 120 mm 2S9 Nona del Batallón de Artillería; sin embargo, un par de helicópteros de ataque Mil Mi-24 en su ayuda regresaron después de recibir disparos en su ruta. La única fuerza rusa que pudo reforzar a sus compañeros en la cota 776 fueron 14 hombres del Tercer Pelotón de la 4.ª Compañía, dirigidos personalmente por el comandante del batallón, Mayor Alexander Dostavalov. Otros intentos por parte de la Primera y 3.ª Compañías, así como del resto de la 4.ª Compañía, para rescatar a sus camaradas rodeados o detener la ofensiva fueron infructuosos. Posteriormente, el malherido Capitán Romanov solicitó apoyo aéreo sobre su propia posición antes de ser sobrepasado en el ataque final de los chechenos.

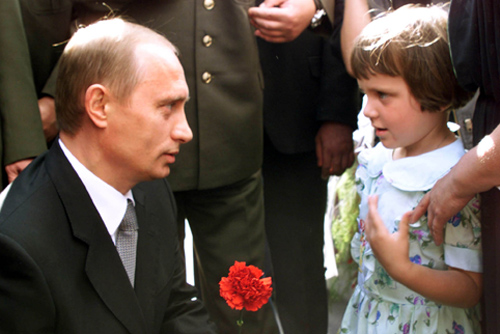
El presidente Vladímir Putin visita a las familias de los fallecidos. En la imagen entrega una rosa a Anna Tomiajina, hija de uno de los fallecidos.

De acuerdo a los rusos, 84 de sus soldados fueron muertos en combate en la cota 774, incluyendo a todos los oficiales. Únicamente siete soldados sobrevivieron la batalla, cuatro de ellos heridos (otras fuentes rusas registran solo seis sobrevivientes, sin contar al séptimo que se rindió y fue golpeado, desnudado de su uniforme y abandonado por los rebeles).

## Consecuencias
Posteriormente esta batalla fue vista como una gloriosa última defensa por parte de los paracaidistas, refrendando la reputación de la VDV del mismo modo que la Batalla de Camerone para la Legión Extranjera de Francia. Los eventos pronto fueron envestidos de heroicidad mítica. Incluso cuando algunos críticos en el ejército ruso ven la derrota como algo que pudo ser evitado, oficialmente se presenta como un ejemplo de valor y sacrificio.

## En la cultura popular
Una serie de producciones rusas basadas libremente en estos eventos se produjeron en los años posteriores a la batalla, incluyendo un espectáculo teatral de 2004, la serie televisiva de 2004 Chest imeyu, la película televisiva de cuatro partes de 2006 Grozovye vorota ("The Storm Gate") y la película de 2006 Proriv ("Breakthrough").